# Ottavio Ragni
Pour les articles homonymes, voir Ragni.
Ottavio Ragni (Romagnano Sesia, 21 avril 1852 - Romagnano Sesia, 21 mai 1919) est un général et homme politique italien.

## Biographie
Né à Romagnano Sesia, dans l'ancien Royaume de Sardaigne, dans une famille de propriétaires terriens, il s'engage dans l'armée italienne en tant que sous-lieutenant (sottotenente) à l'âge de 16 ans, en 1868. En 1873, il est promu lieutenant (tenente) et rejoint le 7e régiment d'infanterie "Cuneo", avec lequel il participe à la guerre d'Érythrée, en particulier à l'occupation de Tigré et à la bataille de Coatit, ce qui lui vaut d'être promu major (maggiore) sur le terrain (en 1887, il est promu capitaine (capitano)).
Après avoir dirigé un régiment d'infanterie de la brigade du général Vittorio Dabormida dans la tragique bataille d'Adoua, il est rappelé dans sa patrie et se retire quelque temps avec le grade de colonel (colonnello) (1899). Il est rappelé pendant la guerre italo-turque, participant à l'invasion de la Cyrénaïque et de la Tripolitaine, dont il est gouverneur de 1912 à juin 1913. En 1911, il est promu général de division (maggior generale) et reçoit l'Ordre des Saints-Maurice-et-Lazare.
Pendant la Première Guerre mondiale, il commande le Ier corps d'armée ; il fait partie de la commission d'enquête présidée par Carlo Caneva nommée par le Premier ministre Vittorio Emanuele Orlando le 12 janvier 1918 pour enquêter sur les causes et les responsabilités de la défaite de Caporetto. La commission d'enquête sur la retraite de l'Isonzo au Piave était composée de six membres en plus de lui : le vice-amiral Felice Napoleone Canevaro, l'avocat général militaire Donato Antonio Tommasi, le sénateur Paolo Emilio Bensa et les députés Alessandro Stoppato et Orazio Raimondo. Les pouvoirs de la commission étaient étendus et son travail était minutieux et précis, bien qu'il ne soit pas à l'abri des critiques. En fait, il semble maintenant établi (sur la base du témoignage du sénateur Giuseppe Paratore, alors très proche du Premier ministre) que c'est une intervention d'Orlando (poussée à son tour par Armando Diaz) qui a incité la commission à négliger les responsabilités de Pietro Badoglio, afin d'éviter une crise au sein du commandement suprême au moment du plus grand danger. Ragni meurt avant la fin des travaux, le 21 mai 1919.

## Décorations
- Grand Officier de l'Ordre des Saints-Maurice-et-Lazare
 - Grand officier de l'Ordre militaire de Savoie - 16 mars 1913
 - Chevalier de l'Ordre militaire de Savoie - 11 mars 1898
 - Chevalier de Grand-croix de l'Ordre de la Couronne d'Italie
 - Croix de guerre de la valeur militaire
 - Médaille commémorative des campagnes d'Afrique
 - Médaille commémorative de la guerre italo-turque 1911-1912
 - Insigne de l'effort de guerre

## Source
- (it) Cet article est partiellement ou en totalité issu de l’article de Wikipédia en italien intitulé « Ottavio Ragni » (voir la liste des auteurs).